# Projecció frontal

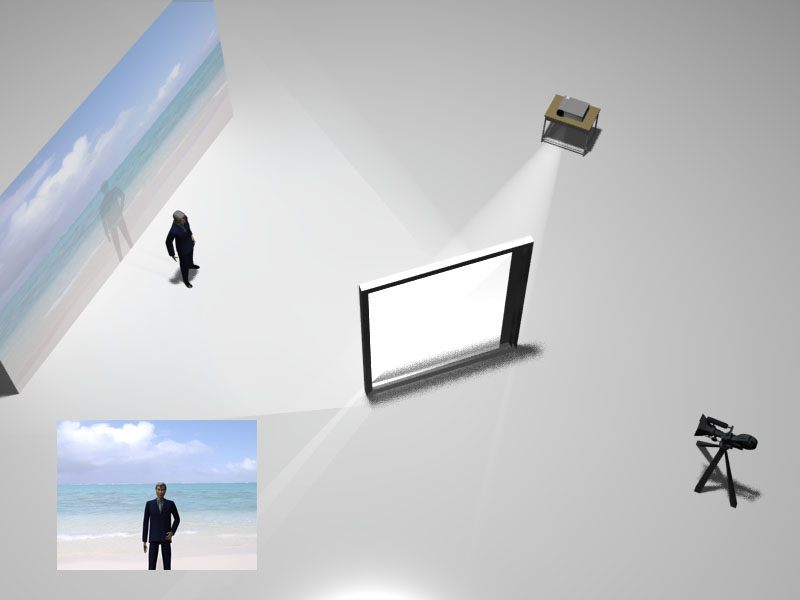
Projecció frontal: el fons es projecta sobre un mirall bidireccional, que reflecteix la imatge sobre una superfície altament reflectant

La projecció frontal és una tècnica d'enregistrament cinematogràfic en estudi que combina la interpretació en primer pla amb imatges de fons prèviament filmades, simulant així que el actors o maquetes estan en un lloc concret. A diferència de la retroprojecció, que projecta imatges en una pantalla des de darrere dels intèrprets, la projecció frontal projecta el material prefilmat mitjançant un mirall semitransparent que reflecteix sobre una pantalla reflectant especial perquè reflecteixi la llum cap a la càmera i evitar que es produeixin ombres sobre els intèrprets.

## Tècnica
La projecció frontal és una tècnica que depèn de la disponibilitat de material de pantalla que és altament reflectant i també direccional en la seva reflectivitat. Els fotògrafs es van adonar que podien eliminar la presència de l'ombra projectada pel subjecte a la pantalla si podien veure al llarg del mateix eix des del qual es projectava el projector. Això s'aconsegueix col·locant una peça de vidre (o en el cas de les unitats de projecció frontal comercials un mirall semiplatejat que deixa passar el 50% de la llum i reflecteix l'altre 50%).
El projector i la lent de la càmera estan alineats tal com es mostra a la il·lustració. És important que la càmera "dispari" a través del feix que el projector fa visible al vidre angulat. Aquesta és una manera d'alinear els eixos de les dues unitats. La lent de la càmera també, per descomptat, ha d'estar a la mateixa alçada que la lent del projector. Tenint en compte això, quan es visualitzi a través del visor de la càmera, es veurà una imatge molt il·luminada de la diapositiva inserida al projector. Un subjecte col·locat entre la lent de la càmera i la pantalla apareixerà més o menys en silueta. En "llançar" llum sobre el subjecte es pot equilibrar la brillantor de la imatge a la pantalla amb la del subjecte situat davant de la pantalla.

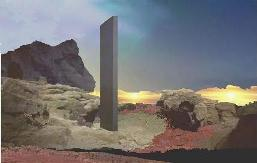
Escenografia utilitzada en el primer capítol "El despertar de l'home" de la pel·lícula 2001: una odissea de l'espai i que fa ús de la tècnica de projecció frontal pel fons.

La projecció frontal va ser inventada per Will Jenkins. Es va experimentar per primera vegada el 1949, poc després de la invenció de Scotchlite, i havia aparegut en llargmetratges el 1963, quan la pel·lícula japonesa Matango l'utilitzava àmpliament per a les seves escenes de iots. Una altra de les primeres aparicions va ser el 1966, durant el rodatge de 2001: A Space Odyssey . Els actors amb vestits de simis es van filmar en un escenari dels estudis Elstree i es van combinar amb imatges d'Àfrica (l'efecte es revela en els ulls brillants del lleopard que reflecteixen la llum). Dennis Muren va utilitzar una solució molt similar per a la seva pel·lícula de debut de 1967 Equinox. Dues pel·lícules britàniques estrenadas el 1969, On Her Majesty's Secret Service i The Assassination Bureau, van utilitzar la tècnica, igual que la pel·lícula de 1968 Where Eagles Dare .

### Zoptic
La projecció frontal va ser escollida com el mètode principal per rodar les escenes de vol de Christopher Reeve a Superman . No obstant això, encara es van enfrontar al problema de tenir Reeve volant davant de la càmera. L'assistent d'efectes Zoran Perisic va patentar un nou perfeccionament a la projecció frontal que implicava col·locar una lent de zoom tant a la càmera de cinema com al projector. Aquestes lents de zoom es sincronitzen per apropar i reduir simultàniament en la mateixa direcció. A mesura que la lent de projecció s'apropa, projecta una imatge més petita a la pantalla; la lent de la càmera s'apropa al mateix temps, i en el mateix grau, de manera que la imatge projectada (la placa de fons) apareix sense canvis, tal com es veu a través de la càmera. Tanmateix, el subjecte col·locat davant de la pantalla de projecció frontal sembla que s'ha mogut més a prop de la càmera; així Superman vola cap a la càmera.
Perisic va anomenar aquesta tècnica "Zoptic". El procés també es va utilitzar en dues de les seqüeles de Superman (però no es va utilitzar a la quarta pel·lícula a causa de limitacions de pressupost), Return to Oz, Radio Flyer, High Road to China, Deal of the Century, Megaforce, Thief of Bagdad, Greatest American Hero (TV), així com les pel·lícules de Perisic com a director, Sky Bandits (també conegut com Gunbus ) i The Phoenix and the Magic Carpet.

### Introvisió
Introvision és un sistema de fotografia composta de projecció frontal que utilitza un parell de pantalles reflex perpendiculars per combinar dues escenes projectades amb una escena escenificada en directe davant la càmera en un sol pla.
Permet combinar elements en primer pla, mig pla i fons a la càmera: com ara l'acció escènica entre dos (com els actors) entre dos elements projectats, primer pla i fons.
En la seva forma més simple, les imatges d'un projector es dirigeixen a un divisor de feix orientat a quaranta-cinc graus. S'utilitzen dues pantalles retro reflectants, una per retornar la imatge reflectida i una altra per tornar la imatge de pas. Entre el divisor de feix i les pantalles retroreflectants hi ha mates amb retalls que permeten que la imatge projectada colpeja cada pantalle retro reflectant en àrees seleccionades. Aquesta combinació, tal com la veu la càmera, dona l'aparença d'imatges darrere dels actors (imatge reflectida) i davant dels actors (imatge de pas). La càmera veu la imatge de pas al revers del divisor de feix i la imatge reflectida a través del divisor de feix i combina les dues eliminant la necessitat de la composició en postproducció. Per compensar la gran diferència en la distància de la càmera a les dues pantalles, s'utilitza una lent addicional al recorregut de la imatge.
La configuració més complicada implica l'ús de dues càmeres, dos projectors i múltiples divisors de feix, trampes de llum, filtres i sistemes de control d'obertura. Aquesta configuració ofereix l'oportunitat d'utilitzar contingut diferent en primer pla i en segon pla.
Introvision es va utilitzar per primera vegada el 1980-81 durant el rodatge de la pel·lícula de ciència-ficció Outland per combinar l'estrella Sean Connery i altres intèrprets amb models de la colònia minera d'Io. També es va utilitzar al telefilm Inside the Third Reich per situar els actors que interpretaven Adolf Hitler i Albert Speer al Reichstag destruït durant molt de temps, així com Under Siege, Army of Darkness i The Fugitive, on semblava situar Harrison Ford. dalt d'un autobús que després va ser embolicat per un tren. Adventures in Babysitting va utilitzar IntroVision per posar els nens en múltiples situacions de perill, com ara penjar-se de les bigues i escalar l'" Edifici Smurfit-Stone " a Chicago, i Stand By Me va utilitzar IntroVision durant la seqüència del tren. La majoria de les companyies de cinema van portar petites unitats als escenaris de so d'Introvision prop de Poinsettia i Santa Monica Boulevard a Hollywood, Califòrnia. Les escenes sovint es van rodar al final del programa de producció per permetre que el rodatge de plaques "en directe" s'hagués fet mentre es trobava al lloc.

## Projecció frontal versus altres tècniques
En comparació amb la retroprojecció, el procés de projecció frontal utilitzava menys espai d'estudi i, en general, produïa imatges més nítides i saturades, ja que la placa de fons no es veia a través d'una pantalla de projecció. El procés també tenia diversos avantatges respecte a la fotografia mate de pantalla blava, que podia patir retalls, mats no coincidents, contracció de la pel·lícula, halo negre o blau, artefactes mat escombraries i degradació de la imatge/excés de gra. Pot ser menys temps i, per tant, menys costós que el procés de separar i combinar òpticament les imatges de fons i de primer pla mitjançant una impressora òptica. També va permetre que el director i/o el director de fotografia visualitzessin la seqüència combinada en directe, permetent que aquests efectes es filmessin més com una seqüència normal, i els intèrprets es podien dirigir específicament a cronometrar les seves accions a l'acció o al moviment a les imatges projectades.